# فجر أباد
فجر أباد هي قرية في مقاطعة أشنوية، إيران. يقدر عدد سكانها بـ 555 نسمة بحسب إحصاء 2016.